# Локтев, Вячеслав Иванович
Вячесла́в Ива́нович Ло́ктев (20 января 1934 — 14 ноября 2018) — советский и российский архитектор, историк и теоретик архитектуры, доктор архитектуры (1979), профессор МАРХИ, почётный член РААСН, заслуженный архитектор России (2006).

## Биография
Родился в семье авиационного инженера и артистки балета Большого театра. Окончил МАРХИ. Дипломный проект «Аэропорт в Москве» (1958) был очень успешным, но, как и все последующие проекты, не был реализован. Защитил кандидатскую диссертацию на звание кандидата архитектуры.
Участвовал во Всесоюзных конкурсах (Дворец Советов в группе Я. Б. Белопольского, музей К. Э. Циолковского в Калуге, памятник узбекскому астроному и поэту Бируни и др.). Работал в КБ Туполева, где принимал участие в разработке дизайна самолета Ту-134, в НИИТАГе, секторе Общетеоретических проблем ВНИИТЭ, секторе Классического искусства Института истории искусств. Член-корреспондент Российской Академии Космонавтики. Лауреат Всемирного Биеннале в Софии за доклад об архитектурном полифонизме.
В 1979 году защитил докторскую диссертацию. В МАРХИ читал курс «Композиция и проблемы художественного мастерства». 
Архитектор-фантаст, автор экспериментальных архитектурных проектов. Упоминается как основатель появившейся в России в 1980-е годы «бумажной архитектуры», а также т. н. «космической архитектуры». Творчество Локтева связывается с искусством русского авангарда и философией русского космизма.

## Проекты
- Аэропорт в Москве (1957);
- Памятник строителям БАМа;
- Памятник запуску первого спутника;
- Город-театр,  Город-скульптура, Вертикальный город и другие из серии «Города будущего» (1967);
- Проекты т. н. «градолётов» («летающих городов»)

и другие.

## Выставки
- «Архитектура космического пространства», 1983, Музей архитектуры имени А. В. Щусева[5];
- «Летающие города», 2004—2005, ГТГ[13][6];
- «Футуристическая архитектура: графика, живопись, модели», 2009, Галерея ВХУТЕМАС[14][12].

## Избранные публикации
- Архитектура барокко от Микеланджело до Гварини: Проблема стиля. — М.: Архитектура, 2005 (Серия: Специальность «Архитектура»). — 496 с. — ISBN 5-9647-0036-5
- Шесть веков русского полифонизма: теория, художники, драматурги, градостроители, архитекторы, литераторы, поэты и композиторы. — М.: Союз Дизайн, 2011. — 66 с. — ISBN 978-5-900230-31-1
- Странствия архитектурного подмастерья. — М.: Искусство–XXI век, 2011. — 384 с. — ISBN 978-5-98051-090-9
- Летающая архитектура: Антигравитационные тенденции в архитектуре. — М.: Союз Дизайн, 2013. — 356 с. — ISBN 978-5-00-016007-7